# FIBA Europe Cup 2015/16
Die Saison 2015/16 war die 1. Spielzeit des von der FIBA Europa ausgetragenen FIBA Europe Cup, dem Nachfolger der EuroChallenge.
Den Titel gewannen die Fraport Skyliners aus Deutschland. Es war der erste Gewinn eines Europapokals einer deutschen Mannschaft seit 2010, als die BG Göttingen die EuroChallenge gewann und der vierte Europapokalgewinn eines deutschen Teams überhaupt.

## Modus
In der 1. Gruppenphase spielten 56 Teams in 14 Gruppen (A–N) in Heim- bzw. Auswärtsspielen gegeneinander an, bis ein jedes Team sechs Spiele absolviert hatte. Die beiden besten Teams jeder Gruppe sowie die vier besten Dritten aller Gruppen qualifizierten sich für die 2. Gruppenphase. Diese Gruppenphase wurde in zwei regionalen Konferenzen ausgetragen, um Reisewege und Fahrtkosten für die Klubs zu vermindern. In der 2. Gruppenphase spielten die 32 übrig gebliebenen Teams in 8 Gruppen (O–V) in Heim- bzw. Auswärtsspielen gegeneinander an, bis ein jedes Team sechs Spiele absolviert hatte. Die beiden besten Teams jeder Gruppe qualifizierten sich für das Achtelfinale. Die Anwendung zweier regionaler Konferenzen wie in der ersten Gruppenphase wurde hier nicht praktiziert.
In einem Modus „Best of Three“ traten die verbliebenen 16 Teams im Achtelfinale in acht Mannschaftsbegegnungen gegeneinander an. Die Gruppenersten aus der zweiten Phase genossen dabei bei einem eventuell benötigten dritten Entscheidungsspiel Heimrecht. Die acht Mannschaften, welche diese Duelle für sich entscheiden konnten, qualifizierten sich für das Viertelfinale. Dort galten dieselben Regeln, wie im Achtelfinale. Die vier Mannschaften, welche diese Duelle für sich entscheiden konnten, qualifizierten sich für das Endturnier.
In einem Turnier, das innerhalb eines Wochenendes stattfand, traten je zwei Mannschaften in Halbfinals gegeneinander an. Die Sieger qualifizierten sich für das Finale, aus dem der Gewinner des FIBA Europe Cup hervorging.

## 1. Gruppenphase
Die Spiele der ersten Gruppenphase fanden zwischen dem 27. Oktober und dem 2. Dezember 2015 statt.
Um Reisewege und dadurch anfallende Kosten für die Teams zu vermindern, wurde in zwei regionalen Konferenzen gespielt:
- Die Gruppen A bis G bestanden überwiegend aus Mannschaften des west-europäischen Raumes
- Die Gruppen H bis N bestanden überwiegend aus Mannschaften des ost-europäischen Raumes

Für die Gruppenplatzierungen waren bei Mannschaften mit gleicher Anzahl von Siegen nicht das gesamte Korbpunktverhältnis, sondern nur das addierte Ergebnis im direkten Vergleich der Mannschaften untereinander entscheidend.

### Gruppe A
| Team                    | Sp | S | N | P+  | P-  |
| ----------------------- | -- | - | - | --- | --- |
| 1. ASVEL Lyon           | 6  | 5 | 1 | 514 | 416 |
| 2. Belfius Mons-Hainaut | 6  | 3 | 3 | 489 | 468 |
| 3. Donar Groningen      | 6  | 2 | 4 | 414 | 477 |
| 4. Egis Körmend         | 6  | 2 | 4 | 443 | 499 |

### Gruppe B
| Team                | Sp | S | N | P+  | P-  |
| ------------------- | -- | - | - | --- | --- |
| 1. Antwerp Giants   | 6  | 6 | 0 | 499 | 428 |
| 2. KK Cibona Zagreb | 6  | 3 | 3 | 453 | 473 |
| 3. Benfica Lissabon | 6  | 2 | 4 | 467 | 447 |
| 4. Soproni KC       | 6  | 1 | 5 | 409 | 480 |

### Gruppe C
| Team                    | Sp | S | N | P+  | P-  |
| ----------------------- | -- | - | - | --- | --- |
| 1. Telenet Oostende     | 6  | 4 | 2 | 473 | 438 |
| 2. Pallacanestro Varese | 6  | 3 | 3 | 493 | 459 |
| 3. Södertälje Kings     | 6  | 3 | 3 | 438 | 439 |
| 4. Falco KC Szombathely | 6  | 2 | 4 | 415 | 483 |

### Gruppe D
| Team                       | Sp | S | N | P+  | P-  |
| -------------------------- | -- | - | - | --- | --- |
| 1. Élan Sportif Chalonnais | 6  | 5 | 1 | 530 | 438 |
| 2. UBC Güssing Knights     | 6  | 3 | 3 | 470 | 478 |
| 3. SPM Shoeters Den Bosch  | 6  | 2 | 4 | 421 | 449 |
| 4. KK Zlatorog Laško       | 6  | 2 | 4 | 430 | 486 |

### Gruppe E
| Team                | Sp | S | N | P+  | P-  |
| ------------------- | -- | - | - | --- | --- |
| 1. STB Le Havre     | 6  | 4 | 2 | 455 | 431 |
| 2. FoxTown Cantù    | 6  | 3 | 3 | 502 | 484 |
| 3. Borås Basket     | 6  | 3 | 3 | 492 | 504 |
| 4. Kapfenberg Bulls | 6  | 2 | 4 | 457 | 487 |

### Gruppe F
| Team                   | Sp | S | N | P+  | P-  |
| ---------------------- | -- | - | - | --- | --- |
| 1. Bakken Bears        | 6  | 6 | 0 | 485 | 398 |
| 2. ČEZ Nymburk         | 6  | 4 | 2 | 543 | 375 |
| 3. KK Šentjur          | 6  | 2 | 4 | 440 | 452 |
| 4. Hibernia Basketball | 6  | 0 | 6 | 345 | 588 |

### Gruppe G
| Team                        | Sp | S | N | P+  | P-  |
| --------------------------- | -- | - | - | --- | --- |
| 1. Fraport Skyliners        | 6  | 6 | 0 | 444 | 385 |
| 2. KK Krka                  | 6  | 4 | 2 | 459 | 423 |
| 3. FC Porto                 | 6  | 2 | 4 | 431 | 426 |
| 4. Zorg en Zekerheid Leiden | 6  | 0 | 6 | 351 | 451 |

### Gruppe H
| Team                       | Sp | S | N | P+  | P-  |
| -------------------------- | -- | - | - | --- | --- |
| 1. Maccabi Rischon LeZion  | 6  | 4 | 2 | 457 | 433 |
| 2. BK Jenissei Krasnojarsk | 6  | 4 | 2 | 463 | 452 |
| 3. Akademik Sofia          | 6  | 4 | 2 | 458 | 465 |
| 4. BC Kalev                | 6  | 0 | 6 | 457 | 485 |

### Gruppe I
| Team                  | Sp | S | N | P+  | P-  |
| --------------------- | -- | - | - | --- | --- |
| 1. BK Ventspils       | 6  | 6 | 0 | 522 | 446 |
| 2. BC Pieno žvaigždės | 6  | 3 | 3 | 483 | 495 |
| 3. Turów Zgorzelec    | 6  | 2 | 4 | 454 | 489 |
| 4. KK Helios Domžale  | 6  | 1 | 5 | 429 | 458 |

### Gruppe J
| Team                | Sp | S | N | P+  | P-  |
| ------------------- | -- | - | - | --- | --- |
| 1. Türk Telekomspor | 6  | 5 | 1 | 555 | 414 |
| 2. Rosa Radom       | 6  | 4 | 2 | 505 | 445 |
| 3. KK Kumanovo      | 6  | 1 | 5 | 462 | 516 |
| 4. KTP-Basket       | 6  | 1 | 5 | 428 | 567 |

### Gruppe K
| Team                    | Sp | S | N | P+  | P-  |
| ----------------------- | -- | - | - | --- | --- |
| 1. CS Energia Târgu Jiu | 6  | 5 | 1 | 495 | 448 |
| 2. AEK Larnaka          | 6  | 3 | 3 | 498 | 462 |
| 3. BK Astana            | 6  | 2 | 4 | 456 | 498 |
| 4. KB Prishtina         | 6  | 2 | 4 | 445 | 488 |

### Gruppe L
| Team              | Sp | S | N | P+  | P-  |
| ----------------- | -- | - | - | --- | --- |
| 1. Chimik Juschne | 6  | 6 | 0 | 482 | 396 |
| 2. Tartu Rock     | 6  | 3 | 3 | 417 | 412 |
| 3. Juventus Utena | 6  | 3 | 3 | 484 | 437 |
| 4. ETHA Engomis   | 6  | 0 | 6 | 377 | 515 |

### Gruppe M
| Team                      | Sp | S | N | P+  | P-  |
| ------------------------- | -- | - | - | --- | --- |
| 1. Gaziantep Basketbol AŞ | 6  | 4 | 2 | 466 | 396 |
| 2. Śląsk Wrocław          | 6  | 4 | 2 | 448 | 462 |
| 3. KK Šiauliai            | 6  | 3 | 3 | 508 | 489 |
| 4. BK Inter Bratislava    | 6  | 1 | 5 | 470 | 545 |

### Gruppe N
| Team                       | Sp | S | N | P+  | P-  |
| -------------------------- | -- | - | - | --- | --- |
| 1. Zmoki Minsk             | 6  | 5 | 1 | 548 | 486 |
| 2. Kataja Basket Club      | 6  | 4 | 2 | 519 | 486 |
| 3. Rilski Sportist Samokow | 6  | 2 | 4 | 502 | 537 |
| 4. MBK Rieker Komárno      | 6  | 1 | 5 | 460 | 520 |

## 2. Gruppenphase
Die Spiele der zweiten Gruppenphase fanden zwischen dem 16. Dezember 2015 und dem 3. Februar 2016 statt.
Genau wie in der Vorrunde waren für die Gruppenplatzierungen bei Mannschaften mit gleicher Anzahl von Siegen nicht das gesamte Korbpunktverhältnis, sondern nur das addierte Ergebnis im direkten Vergleich der Mannschaften untereinander entscheidend.

### Gruppe O
| Team                      | Sp | S | N | P+  | P-  |
| ------------------------- | -- | - | - | --- | --- |
| 1. ASVEL Lyon             | 6  | 5 | 1 | 474 | 407 |
| 2. Maccabi Rischon LeZion | 6  | 4 | 2 | 502 | 462 |
| 3. KK Krka                | 6  | 2 | 4 | 409 | 469 |
| 4. Kataja Basket Club     | 6  | 1 | 5 | 472 | 519 |

### Gruppe P
| Team              | Sp | S | N | P+  | P-  |
| ----------------- | -- | - | - | --- | --- |
| 1. BK Ventspils   | 6  | 4 | 2 | 457 | 448 |
| 2. Antwerp Giants | 6  | 4 | 2 | 463 | 474 |
| 3. ČEZ Nymburk    | 6  | 3 | 3 | 467 | 428 |
| 4. Akademik Sofia | 6  | 1 | 5 | 421 | 387 |

### Gruppe Q
| Team                | Sp | S | N | P+  | P-  |
| ------------------- | -- | - | - | --- | --- |
| 1. Türk Telekomspor | 6  | 5 | 1 | 525 | 419 |
| 2. Telenet Oostende | 6  | 5 | 1 | 489 | 435 |
| 3. Borås Basket     | 6  | 2 | 4 | 478 | 545 |
| 4. Śląsk Wrocław    | 6  | 0 | 6 | 399 | 492 |

### Gruppe R
| Team                       | Sp | S | N | P+  | P-  |
| -------------------------- | -- | - | - | --- | --- |
| 1. Élan Sportif Chalonnais | 6  | 5 | 1 | 540 | 493 |
| 2. BK Jenissei Krasnojarsk | 6  | 3 | 3 | 534 | 518 |
| 3. FoxTown Cantù           | 6  | 3 | 3 | 525 | 524 |
| 4. Tartu Rock              | 6  | 1 | 5 | 444 | 508 |

### Gruppe S
| Team                    | Sp | S | N | P+  | P-  |
| ----------------------- | -- | - | - | --- | --- |
| 1. CS Energia Târgu Jiu | 6  | 3 | 3 | 509 | 498 |
| 2. KK Cibona Zagreb     | 6  | 3 | 3 | 550 | 552 |
| 3. BC Pieno žvaigždės   | 6  | 3 | 3 | 536 | 539 |
| 4. STB Le Havre         | 6  | 3 | 3 | 516 | 522 |

### Gruppe T
| Team                    | Sp | S | N | P+  | P-  |
| ----------------------- | -- | - | - | --- | --- |
| 1. Juventus Utena       | 6  | 4 | 2 | 494 | 430 |
| 2. Chimik Juschne       | 6  | 4 | 2 | 449 | 524 |
| 3. Belfius Mons-Hainaut | 6  | 3 | 3 | 469 | 461 |
| 4. Bakken Bears         | 6  | 1 | 5 | 414 | 511 |

### Gruppe U
| Team                      | Sp | S | N | P+  | P-  |
| ------------------------- | -- | - | - | --- | --- |
| 1. Fraport Skyliners      | 6  | 6 | 0 | 518 | 409 |
| 2. Gaziantep Basketbol AŞ | 6  | 3 | 3 | 440 | 427 |
| 3. Södertälje Kings       | 6  | 2 | 4 | 452 | 496 |
| 4. Rosa Radom             | 6  | 1 | 5 | 409 | 477 |

### Gruppe V
| Team                    | Sp | S | N | P+  | P-  |
| ----------------------- | -- | - | - | --- | --- |
| 1. Pallacanestro Varese | 6  | 5 | 1 | 480 | 436 |
| 2. AEK Larnaka          | 6  | 3 | 3 | 422 | 416 |
| 3. Zmoki Minsk          | 6  | 3 | 3 | 486 | 488 |
| 4. UBC Güssing Knights  | 6  | 1 | 5 | 427 | 475 |

## Achtelfinale
Das Achtelfinale wurde im Modus „Best of Three“ ausgetragen. Die Hinspiele fanden am 16., 17., 21. und 25. Februar, die Rückspiele am 23., 24., 28. Februar sowie am 2. März 2016 statt. Duelle, die danach unentschieden waren, wurden durch ein entscheidendes drittes Spiel entschieden. Diese fanden am 1. und 2. März 2016 statt.
|                         | Gesamt |                         | 1. Spiel | 2. Spiel | 3. Spiel |
| ----------------------- | ------ | ----------------------- | -------- | -------- | -------- |
| ASVEL Lyon              | 0:2    | Antwerp Giants          | 67:74    | 78:88    | −        |
| Pallacanestro Varese    | 2:1    | Gaziantep Basketbol AŞ  | 82:81    | 60:76    | 74:71    |
| Élan Sportif Chalonnais | 2:1    | Telenet Oostende        | 84:71    | 80:91    | 104:91   |
| CS Energia Târgu Jiu    | 1:2    | Chimik Juschne          | 77:71    | 60:71    | 77:84    |
| BK Ventspils            | 0:2    | Maccabi Rischon LeZion  | 73:75    | 85:93    | −        |
| Fraport Skyliners       | 2:0    | AEK Larnaka             | 83:60    | 56:44    | −        |
| Türk Telekomspor        | 0:2    | BK Jenissei Krasnojarsk | 95:96    | 68:75    | −        |
| Juventus Utena          | 0:2    | KK Cibona Zagreb        | 78:83    | 84:87    | −        |

## Viertelfinale
Das Viertelfinale wurde im Modus „Best of Three“ ausgetragen. Die Hinspiele fanden am 16., die Rückspiele am 23. März 2016 statt. Ausnahme war hier das Duell zwischen Varese und Antwerp, die das Hinspiel erst am 24. März und das Rückspiel am 29. März 2016 durchführten. Duelle, die danach unentschieden waren, wurden durch ein entscheidendes drittes Spiel entschieden. Diese fanden am 31. März 2016 statt, das dritte Spiel zwischen Varese und Antwerp fand am 6. April 2016 statt.
|                         | Gesamt |                        | 1. Spiel | 2. Spiel    | 3. Spiel |
| ----------------------- | ------ | ---------------------- | -------- | ----------- | -------- |
| Pallacanestro Varese    | 2:1    | Antwerp Giants         | 92:81    | 82:93       | 105:93   |
| Élan Sportif Chalonnais | 2:0    | Chimik Juschne         | 115:94   | 83:79       | −        |
| Fraport Skyliners       | 2:1    | Maccabi Rischon LeZion | 92:57    | 84:88 n. V. | 91:75    |
| BK Jenissei Krasnojarsk | 2:1    | KK Cibona Zagreb       | 94:92    | 69:77       | 82:78    |

## Final Four

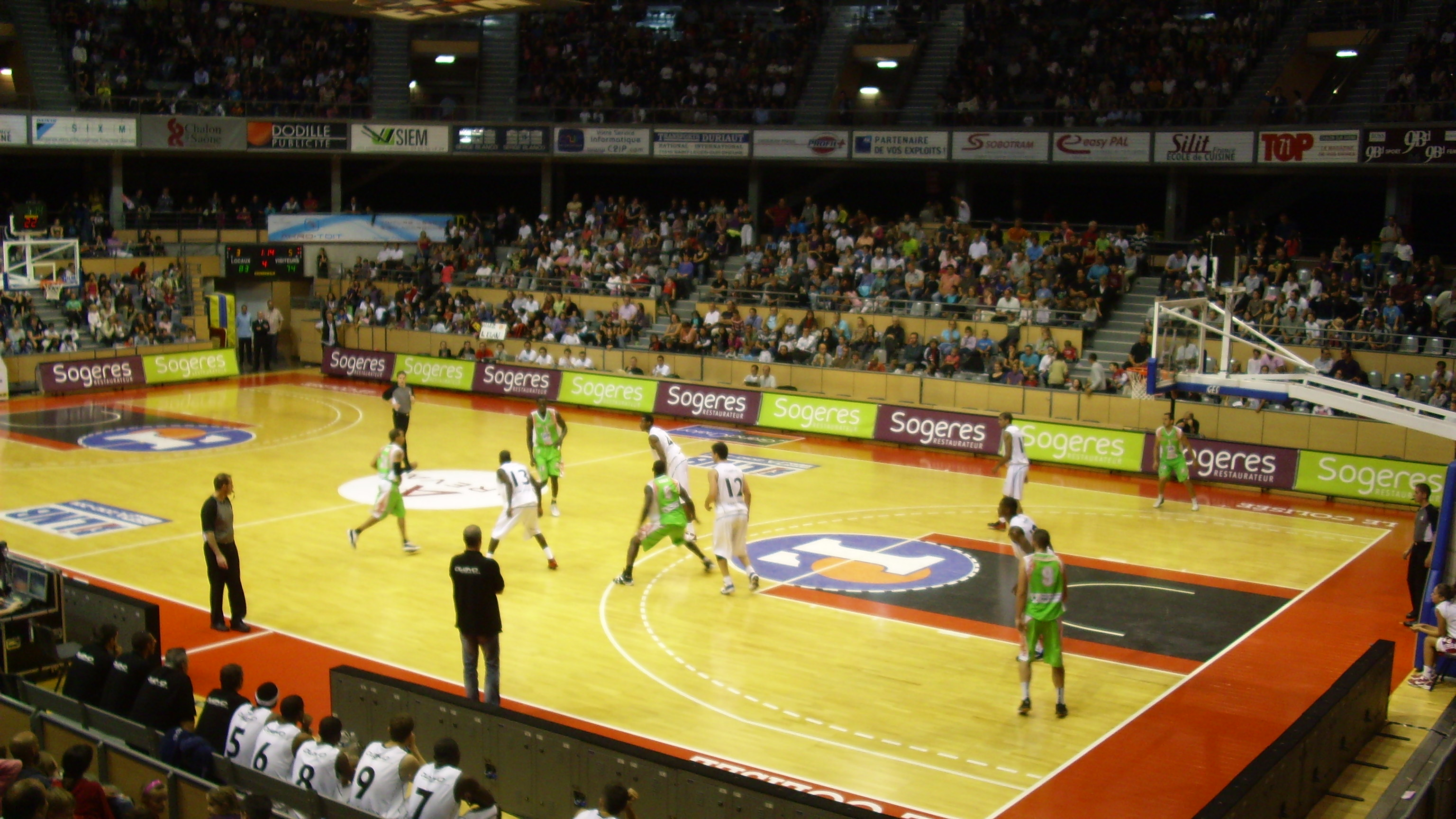
Le Colisée

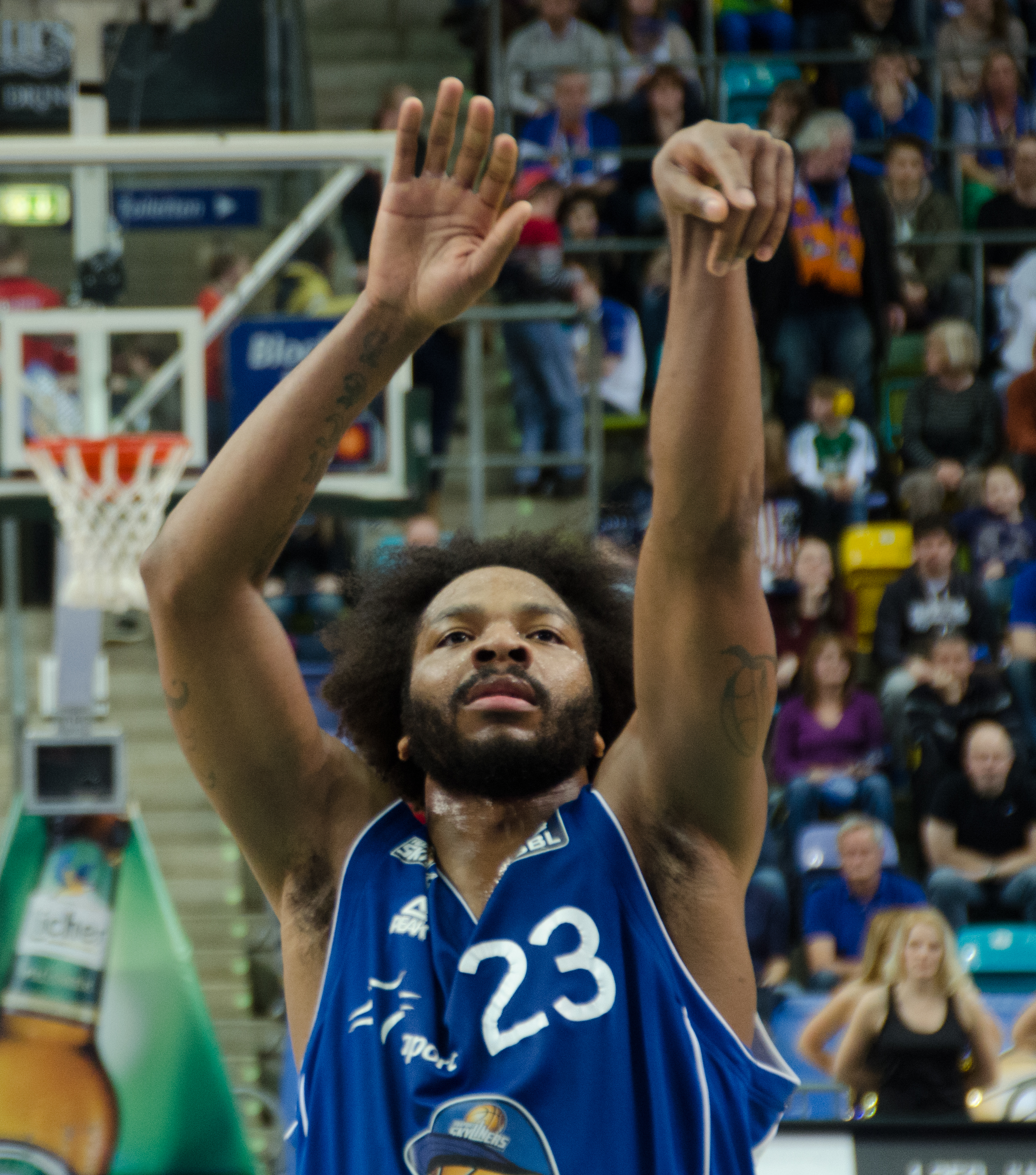
Final Four MVP: Quantez Robertson

Das Final Four wurde in der Le Colisée (Chalon-sur-Saône) ausgetragen. Die Halbfinalspiele fanden am 29. April, das Spiel um Platz 3 und das Finale am 1. Mai 2016, statt.
|  | Halbfinale              | Halbfinale        |                         |     | Finale | Finale |
|  |                         |                   |                         |     |        |        |
|  | Pallacanestro Varese    | 91                |                         |     |        |        |
|  | Élan Sportif Chalonnais | 82                |                         |     |        |        |
|  | 29. April               |                   |                         |     |        |        |
|  |                         |                   | 1. Mai                  |     |        |        |
|  | Pallacanestro Varese    | 62                |                         |     |        |        |
|  |                         | Fraport Skyliners | 66                      |     |        |        |
|  |                         |                   |                         |     |        |        |
|  | Spiel um Platz 3        |                   |                         |     |        |        |
|  | 29. April               | 29. April         | Élan Sportif Chalonnais | 103 |        |        |
|  | Fraport Skyliners       | 59                | BK Jenissei Krasnojarsk | 72  |        |        |
|  | BK Jenissei Krasnojarsk | 56                |                         |     | 1. Mai | 1. Mai |

### Final Four MVP
- Quantez Robertson (Fraport Skyliners)

### Titelgewinner
| Spieler | Spieler            | Spieler            | Spieler    | Spieler | Spieler | Spieler                |
| Nr.     | Nat.               | Name               | Geburt     | Größe   | Info    | Letzter Verein         |
| ------- | ------------------ | ------------------ | ---------- | ------- | ------- | ---------------------- |
|         |                    | Guards (PG, SG)    |            |         |         |                        |
| 7       | Deutschland        | Konstantin Klein   | 21.05.1991 | 187     |         |                        |
| 9       | Vereinigte Staaten | John Little        | 24.09.1984 | 182     |         | MHP Riesen Ludwigsburg |
| 10      | Deutschland        | Max Merz           | 01.02.1994 | 183     |         |                        |
| 13      | Deutschland        | Garai Zeeb         | 06.04.1997 | 186     |         | Eisbären Bremerhaven   |
| 25      | Vereinigte Staaten | Jordan Theodore    | 11.12.1989 | 183     |         | JL Bourg-en-Bresse     |
| 30      | Kanada             | Philip Scrubb      | 27.11.1992 | 191     | A-Nat   | AEK Athen              |
| 41      | Litauen            | Tomas Dimša        | 02.02.1994 | 196     |         | Žalgiris Kaunas        |
|         |                    | Forwards (SF, PF)  |            |         |         |                        |
| 8       | Deutschland        | Tim Oldenburg      | 16.06.1992 | 202     | NE      |                        |
| 12      | Deutschland        | Stefan Ilzhöfer    | 16.06.1992 | 201     |         |                        |
| 21      | Deutschland        | Danilo Barthel     | 24.10.1991 | 207     | A-Nat   |                        |
| 22      | Deutschland        | Johannes Richter   | 06.12.1993 | 205     |         |                        |
| 23      | Vereinigte Staaten | Quantez Robertson  | 16.12.1984 | 188     |         |                        |
| 41      | Deutschland        | Niklas Kiel        | 04.09.1997 | 207     | NE      |                        |
| 42      | /                  | Aaron Doornekamp   | 05.12.1985 | 201     | A-Nat   |                        |
|         |                    | Center (C)         |            |         |         |                        |
| 17      | Deutschland        | Johannes Voigtmann | 30.09.1992 | 209     | A-Nat   |                        |
| 24      | Vereinigte Staaten | Mike Morrison      | 31.10.1989 | 206     |         |                        |

| Trainer     | Trainer        | Trainer  |
| Nat.        | Name           | Position |
| ----------- | -------------- | -------- |
| /           | Gordon Herbert | Chef     |
| Deutschland | Klaus Perwas   | Co       |

| Legende            | Legende                         |
| Abk.               | Bedeutung                       |
| ------------------ | ------------------------------- |
| A-Nat              | Nationalspieler                 |
| NE                 | gemeldet, aber nicht eingesetzt |
| Quellen            |                                 |
| Teamhomepage       |                                 |
| Ligahomepage       |                                 |
| Stand: 1. Mai 2017 |                                 |

| Legende            | Legende                         |
| Abk.               | Bedeutung                       |
| ------------------ | ------------------------------- |
| A-Nat              | Nationalspieler                 |
| NE                 | gemeldet, aber nicht eingesetzt |
| Quellen            |                                 |
| Teamhomepage       |                                 |
| Ligahomepage       |                                 |
| Stand: 1. Mai 2017 |                                 |